# 贸易

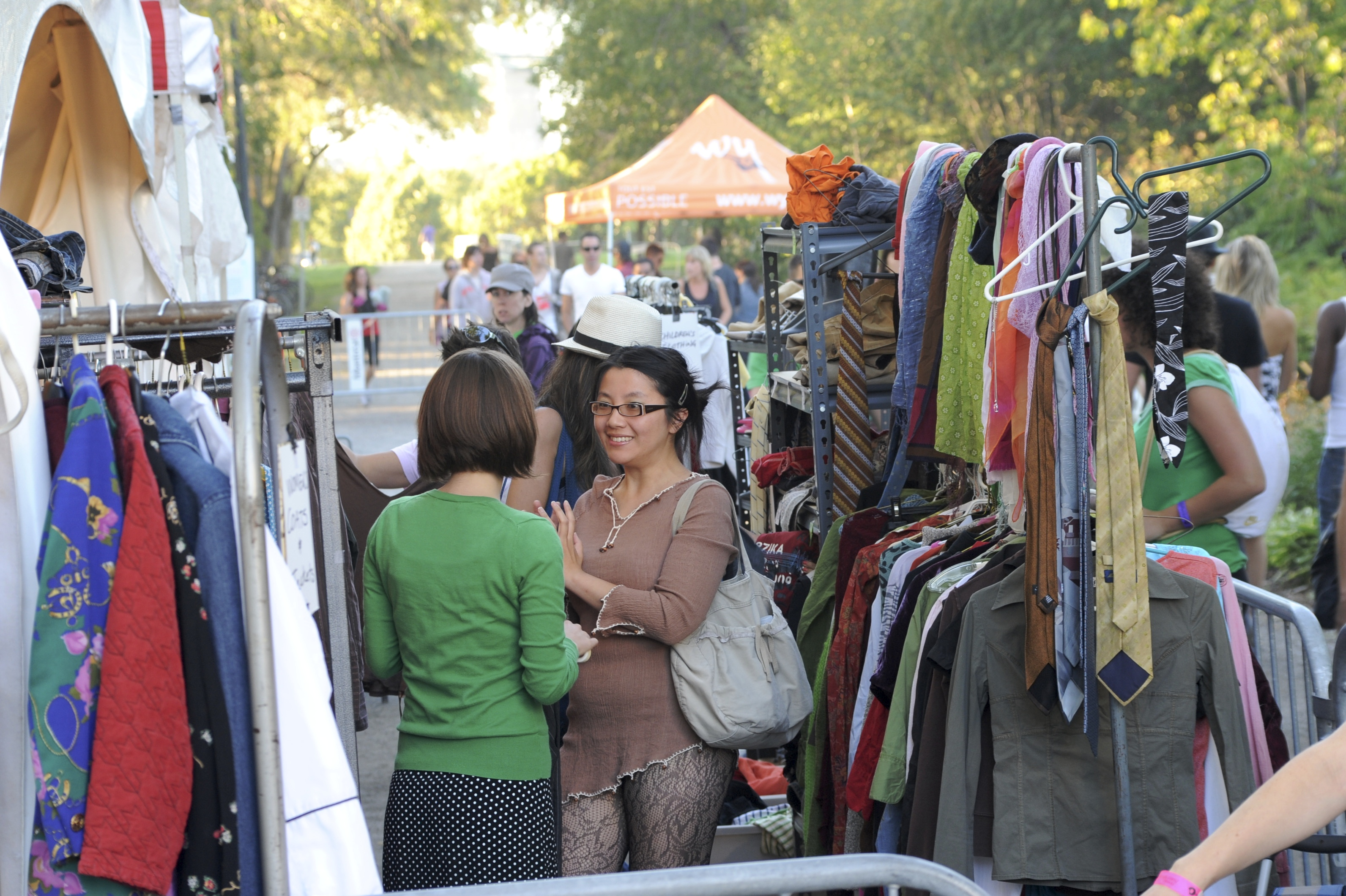
衣服零售

貿易，是指個人、企業、國家之間的規模較大的財貨或服務互換，並且經常牽涉使用貨幣進行交易。一個讓貿易得以進行的系統或網絡稱為「市場」。
以物易物是用財貨直接交換其他財貨，是不經由貨幣的貿易，也是最原始的貿易形式。後來發展出以某種中介商品作為貿易的媒介，這類型中介商品稱為「貨幣」。貨幣的出現簡化了貿易程序，從而促進了貿易的發展。
由於勞動力的專門化，個體只會從事一個小範疇的工作，所以他們必須通過購買來獲取生活的日用品。兩個地區之間的貿易往往是因為一地在生產某產品上有相對優勢，如有較佳的技術、較易獲取原材料等。

## 批發與零售
貿易主要可以分為批發與零售。
批發是指把產品售予除了消費者以外的其他企業，例如工業機構、商業機構、組織、以及其他專業公司等等，或者其他批發者。一般來說，批發通常會大批量地買賣和處理貨物。
零售是透過不同的銷售渠道，向消費者銷售貨品或服務以賺取利潤的過程。「零售業者」或「零售商戶」通常指把貨品小量地售賣給許多個人顧客的商店。

## 對於貿易的觀點

### 保護主義
保護主義不鼓勵各國之間的貿易，會加以限制，和自由貿易的政策恰好相反。保護主義常用的手段是关税以及限制性的進口限額。在1930年代時，保護主義政策相當盛行，特別是在大蕭條以及第二次世界大戰的初期。

### 宗教
伊斯蘭教的教導鼓勵貿易（但反對利息或是高利貸）
猶太教和基督教的教導不禁止貿易，但是反對詐欺或是不公正的行為。猶太教和基督教以往曾禁止在借貨時取利。

### 貨幣的發展

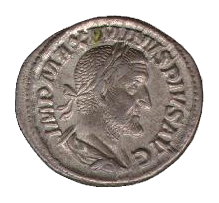
古羅馬的第納里烏斯錢幣

最早的貨幣是本身就有價值的物品，稱為商品貨幣，包括所有本身就有價值的商品。商品貨幣的例子有豬、稀有的貝殼、鯨魚牙齒或是小牛。中古時期的伊拉克，曾經用麵包當成貨幣。在蒙特蘇馬二世執政時的阿兹特克帝国，曾經用可可豆當成法定貨幣。
通貨是一種標準化的貨幣，用途在於讓貨品和服務的交易範圍可以更廣。第一階段的通貨，本身是保值的金屬，上面有符號，表示其商品的性質，這種通貨是肥沃月彎地帶貿易的基礎。
錢幣學家發現許多早期的大型文化中就有錢幣，不過一開始可能只是幾塊沒有特別符號的貴金屬。

## 國內貿易
國內貿易、對內貿易、內貿、本地貿易，是指在一個國家之內將貨物作交換。國內貿易讓物資能流通到國家之內的不同地方，因此相當重要，並能改善居民的生活水平。同時，貿易亦能促進工業發展，為工業生產提供所需的原材料，並把產品運送到消費者或其他所需企業手上。

## 國際貿易
國際貿易、對外貿易、外貿是指跨越不同國家進行商品或服務交易的行為。國際貿易自古以來經已存在，例如絲綢之路、琥珀之路、香料貿易、大西洋奴隸貿易等等。當牽涉複數國家時，兩個國家之間的貨幣、政策、經濟、司法系統、法律、市場等因素便會影響貿易進行。
國際貿易可分為三種：
- 入口貿易：也稱進口貿易，指從其他國家購入商品或服務至所指的國家。[14]
- 出口貿易：指在一個國家生產的商品或服務被銷售至另一個國家。[14]
- 轉口貿易：指透過特定的港口、城市、綠洲等貿易據點把商品入口、儲存、再出口。這些轉口港因應遠距離貿易的需要而發展並繁盛。[15]

國家間的貿易有時會被政府抽取被為關稅的稅項，或透過進口限額和貿易禁運來限制以至禁止跨國貿易活動。走私活動指意圖規避這些政府施行的貿易限制進行跨國貿易。自由貿易指國家間的關稅和貿易限額等等貿易壁壘降至極低以至相當於無。貿易協議可以便利參與國家間的貿易。

### 多哈回合貿易談判
多哈回合貿易談判是世界貿易組織規劃的多次多邊貿談判，目的在降低各國之間的貿易壁壘，著重在和開發中國家的公平貿易。由於較富裕的已開發國家（以G20為代表）和主要開發中國家的意見不同，談判無法進行。在許多不容易協商的議題中，農業補貼是其中最大的議題。而在貿易便捷化的議題上，各國的共識比較高。第一次的杜哈發展議程最早是在2001年11月在卡達首都杜哈進行，後來也曾在墨西哥的坎昆、瑞士的日内瓦、法國的巴黎、以及香港進行過談判。

### 經濟制裁
經濟制裁是由於特定國家的行為，所做出的懲罰行為。經濟制裁是一個（多個）國家封鎖對特定國家的所有貿易，是由外部強加、嚴重孤立特定國家的行為。像美國自從1958年3月14日起，就針對古巴進行經濟制裁（美國對古巴的禁運）。一般而言，經濟制裁都是短期的，例如亞美尼亞曾在2020年12月31日起對土耳其的產品實施臨時禁運，停止從土耳其進口商品。此次禁運是在考量土耳其對亞美尼亞的敵意，以及亞美尼亞的糧食安全下，所做的舉動。

## 简史
西汉时張騫和東漢時班超出使西域开辟的以长安（今西安）为起点，经甘肃、新疆，到中亚、西亚，并联结地中海各国的陆上通道，开辟了中外交流的新纪元。
明初需要大量馬匹。洪武二十年（1387年）九月，撒馬兒罕駙馬帖木兒遣回回滿剌哈非思等來朝貢馬十五匹、駝二隻。洪武二十三年（1390年），撒馬兒罕回回舍怯兒阿裏義等以馬六百七十匹抵涼州互市。洪武二十七年，帖木兒遣酋長迭力必失等來朝貢馬三百匹。
建文四年（1402年）九月壬辰，陝西行都司奏：“回回可古思于寧夏市馬，請官市之，以資邊用”。永樂元年十一月，兀良哈頭目哈兒兀歹遣部屬脫古思等貢馬，詔“命禮部賜鈔幣襲衣並償其馬直，上馬每匹鈔五十錠，中馬四十錠，下馬三十錠；每匹仍與彩幣表裏一”。

## 参阅
- 國際貿易年表
- 公平贸易
- 不正当竞争
- 贸易壁壘
- 聯合國貿易和發展會議
- WTO
- 关税
- 雙邊貿易
- 全球化
- 走私
- 交易
- 商業
- 經濟
- 經濟學
- 外匯
- 外匯存底
- 貿易戰

## 書目
- Davies, Glyn. . Cardiff: University of Wales Press. 2002 [1995]  [2022-10-01]. ISBN 978-0-7083-1773-0. （原始内容存档于2007-02-23）.

## 外部連結
- 维基共享资源上的相關多媒體資源：贸易
- Agritrade （页面存档备份，存于） Resource material on trade by ACP countries
- World Bank's （页面存档备份，存于） World Integrated Trade Solution provides summary trade statistics and custom query features
- World Bank's （页面存档备份，存于） Preferential Trade Agreement Database